# (200399) 2000 RQ102
(200399) 2000 RQ102 es un asteroide perteneciente al cinturón de asteroides descubierto el 5 de septiembre de 2000 por el equipo del Lowell Observatory Near-Earth-Object Search desde la Estación Anderson Mesa (condado de Coconino, cerca de Flagstaff, Arizona, Estados Unidos).

## Designación y nombre
Designado provisionalmente como 2000 RQ102.

## Características orbitales
2000 RQ102 está situado a una distancia media del Sol de 2,462 ua, pudiendo alejarse hasta 3,014 ua y acercarse hasta 1,911 ua. Su excentricidad es 0,223 y la inclinación orbital 7,561 grados. Emplea 1411,82 días en completar una órbita alrededor del Sol.

## Características físicas
La magnitud absoluta de 2000 RQ102 es 15,9. 